# Amanda (Highlander)
Amanda è un personaggio della serie TV Highlander, a cui è dedicato anche uno spin-off intitolato Highlander: The Raven. L'attrice che interpreta questo ruolo è Elizabeth Gracen. Anche lei è un Immortale ed appare per la prima volta nel diciottesimo episodio della prima stagione intitolato "La signora del circo".

## Storia

### I primi passi
Amanda è nata nell'abbazia di Sant'Anna in Normandia intorno all'820 d.C. per 30 anni ha vissuto nella povertà arraggiandosi con dei furti mentre in Europa imperversava la peste bubbonica. Proprio durante un tentato furto nell'850, Amanda rimane uccisa scoprendo così di essere un'Immortale.
Un'altra donna Immortale, Rebecca Horne, diventa la sua insegnante. Rebecca vive in un'abbazia che dà rifugio ad altri immortali, infatti solo sul terreno consacrato un Immortale non può essere ucciso. Grazie a lei Amanda impara a combattere e a entrare nel gioco. In ogni caso la ragazza non riesce a rinunciare alla sua natura di ladra e ruba la "Pietra di Matusalemme" appartenente a Rebecca, viene scoperta, ma subito perdonata.
Amanda impara sia a comportarsi come una vera signora sia ad affrontare eventuali duelli, può così lasciare l'abbazia di Rebecca nell'853 e inserirsi suo malgrado nel Gioco.
In quello stesso anno Amanda incontra Hengist il Sassone, un altro Immortale che la sfida a duello. Spaventata, la ragazza fugge e torna nell'abbazia di Rebecca, la quale però le fa capire che non potrà scappare per tutta la vita. Amanda trova il coraggio di sfidare l'avversario e lo sconfigge conquistando la sua prima reminiscenza. Lascia così definitivamente l'abbazia continuando la sua carriera di ladra e ottenendo sempre quello che vuole.

### Ladra
Amanda è famosa come la più coraggiosa ed imprendibile ladra. Ha rubato di tutto, anche gli oggetti più difficili: gioielli, quadri, soldi senza mai essere scoperta. Una volta incontrato Duncan MacLeod tra i due è nata un'intima relazione che dura, tra tira e molla, ormai da secoli. Insieme hanno affrontato molte avventure come il furto della Pietra di Scone (episodio 5.14) e le rapine stile Bonnie e Clyde. Oltre a rubare, Amanda ha lavorato anche come danzatrice del ventre in un harem, acrobata al circo, insegnante, cantante in un nightclub e proprietaria di un casinò.

### A Parigi
Nel 1993 Amanda e Duncan si ritrovano a Parigi (episodio 1.18). La ragazza lavora come trapezista in un circo e invita il vecchio amico per chiedergli aiuto, l'immortale Zachary Blaine infatti sta cercando di ucciderla per vendicarsi di un vecchio sgarbo. Duncan accetta di aiutarla, ma tra i due non ci può più essere nulla di sentimentale perché l'immortale è ormai innamorato di Tessa e rifiuta le continue seduzioni di Amanda. McLeod combatte con Blaine ed è sul punto di sconfiggerlo quando arriva Amanda a tagliare la testa al nemico rubando la Reminiscenza a Duncan.
Dopo la morte di Tessa, Amanda torna spesso nella vita di Duncan e tra i due sboccia di nuovo l'amore. Insieme affrontano il terribile Kalas, vendicano la morte di Rebecca e salvano il segreto degli osservatori. L'influenza di Duncan rende Amanda meno incline al furto e all'inganno anche se ogni tanto il suo istinto prende il sopravvento.

## Personalità
Amanda è bravissima a manipolare la gente e far fare tutto quello che vuole ai suoi amici. È pronta a qualsiasi cosa pur di ottenere quello che vuole. Ha vissuto per secoli senza mai guardarsi indietro e senza prendersi le responsabilità delle proprie azioni, ma, nonostante tutto, è una brava ragazza. Non ruba mai ai buoni, le sue vittime preferite sono le banche e i musei. È molto sicura di sé e dei suoi assi nella manica, tanto che Duncan l'ha paragonata ad uno squalo.

## Amicizie

### Duncan McLeod
Amanda compare spesso nella vita di Duncan, quasi sempre per chiedere un favore. La loro relazione dura da secoli ed è fatta di riunioni e addii, per molti anni stanno lontani, ma poi si ritrovano sempre. Amanda ha spesso usato l'amico per ottenere i suoi scopi, la cosa la diverte e per lei è come un gioco. In ogni caso è sempre stata fedele a Duncan, spesso ha cercato di aiutarlo finendo per metterlo ancora di più nei guai, ma Duncan l'ha sempre perdonata.

### Methos
Methos è l'unico che può contrastare Amanda in quanto a manipolazione della gente. Entrambi sono molto furbi e spesso Duncan si trova in mezzo ai loro giochi. La relazione tra i due è come quella tra fratello e sorella. S'incontrarono quando Amanda era ancora allieva di Rebecca e aveva rubato la pietra di Matusalemme, molti mortali stavano dando la caccia alla ladra per impossessarsi del cristallo della pietà ed Amanda credeva che anche Methos fosse tra di loro. In realtà Methos aveva bisogno del cristallo per curare la sua malata Alexa. Una volta scoperte le buone intenzioni Amanda aiuta Methos a prendere il cristallo, ma il piano fallisce e la ragazza deve consolare Methos quando la povera Alexa muore.

### Kenny
800 anni fa Amanda incontrò un giovane Immortale di soli 10 anni chiamato Kenny, lei lo prese in custodia e gli insegno le regole del Gioco e a sopravvivere. Kenny fu ucciso a 10 anni ed è quindi costretto a rimanere nel corpo di un bambino per l'eternità. Kenny impara così ad usare l'innocenza come arma migliore, fingersi un bambino impaurito e farsi aiutare dagli immortali per poi ucciderli appena abbassano la guardia. Nel 1995 Kenny incontra di nuovo Amanda e la ragazza non riesce ad accettare che il vecchio amico sia diventato uno spietato assassino che vuole vincere il Gioco.

## I duelli
Amanda non ama molto duellare e spesso preferisce la fuga. Non è interessata a vincere il Gioco, il suo obiettivo è quello di rimanere in vita e spesso fa combattere i suoi amici al suo posto. Pur avendo vissuto per 1000 anni il numero di Reminiscenze ottenute è piuttosto basso e lei tende a minimizzarlo ancora più del reale.